# Seymour (Illinois)
Pour les articles homonymes, voir Seymour.
Seymour est une census-designated place (cdp) du comté de Champaign dans l'Illinois, aux États-Unis,. 
Elle est située dans le township de Scott, au sud de la ville de Mahomet et à l'ouest de Bondville. Lors du recensement de 2010, la cdp comptait une population de 303 habitants.

## Source de la traduction
- (en) Cet article est partiellement ou en totalité issu de l’article de Wikipédia en anglais intitulé « Seymour, Illinois » (voir la liste des auteurs).